# فارن افرز
فارن افرز (به انگلیسی: Foreign Affairs)، یک دوماهنامه جامع علمی آمریکایی است که در سال ۱۹۲۲ تأسیس شده‌است. تخصص این نشریه در علوم سیاسی و روابط بین‌الملل است.
این نشریه که چاپ شورای روابط خارجی در آمریکا است، توسط بسیاری جزو معتبرترین نشریه ها در زمینه سیاست ها و روابط خارجی ایالات متحده آمریکا محسوب می‌گردد.